# Asociación de Colegios Británicos de Chile

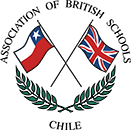
Logo de la ABSCH

La Asociación de Colegios Británicos en Chile o Association of British Schools in Chile (ABSCH) es una asociación de colegios bilingües de dicho país con las características de tener objetivos educacionales similares, que fomenta las buenas prácticas educacionales y una interacción constructiva entre los alumnos de los diversos colegios miembros, a través de eventos académicos, culturales y deportivos.

## Historia
La ABSCH se fundó el 25 de noviembre de 1977 con siete miembros fundadores. En la actualidad, cuenta con veintidós colegios miembros: doce en Santiago, cuatro en Viña del Mar, uno en Casablanca, uno en Curicó, dos en Concepción, uno en Punta Arenas y uno en Antofagasta.

## Miembros[2]
- Bradford School
- Caernarfon College
- Craighouse
- Dunalastair  School (Las Condes, Valle Norte y Peñalolén)
- Lincoln International Academy
- Orchard College
- Redland School
- Santiago College
- St. Gabriel's School
- St. John's School
- St. Margaret's School
- St. Paul's School
- St. Peter's School
- The Antofagasta British School
- The Grange School
- The Mackay School
- The Mayflower School
- The Wessex School
- Trebulco School
- Wenlock School

## Comités
- Comité Ejecutivo

- Comité Permanente
  - Comité educacional
  - Comité de finanzas
  - Comité de planificación
  - Comité de estándares

- Comité Coordinadores
  - Comité de arte
  - Comité de biblioteca
  - Comité de biología
  - Comité de castellano
  - Comité de ciencias sociales
  - Comité de computación
  - Comité de deportes
  - Comité de física
  - Comité de francés
  - Comité de inglés
  - Comité de jefes de NB1
  - Comité de jefes de NB2
  - Comité de matemática
  - Comité de música
  - Comité de orientación
  - Comité de química
  - Comité de teatro
  - Comité de tecnología